# Савезничка окупација Аустрије
Савезничка окупација Аустрије је трајала од 1945. до 1955. године. Аустрија је била дио Трећег рајха, као саставни дио њемачке државе. Савезничке силе су се 1943. године сложиле, потписивањем Московске декларације, да ће је сматрати првом нацистичком жртвом и да ће је након Другог свјетског рата третирати као слободну и независну државу.
Одмах након рата, Аустрија је, као и Њемачка, подијељена на четири окупационе зоне и заједнички окупиране од стране Сједињених Држава, Совјетског Савеза, Уједињеног Краљевства и Француске. Беч је, као и Берлин, слично подијељен, али је средишњим округом управљао Савезнички контролни савјет.
Иако је Њемачка 1949. године подијељена на Источну и Западну Њемачку, Аустрија је остала под окупацијом Совјетског Савеза до 1955; њен статус је постао контроверзна тема током Хладног рата све до отопљења односа познатих као Хрушчово отопљавање. Након давања гаранције о трајној неутралности, Аустрији је призната пуна независност 12. маја 1955. године, а посљедње окупационе трупе су напустиле земљу 25. октобра исте године.

## Прве године окупације

### Совјетска власт и аустријска влада
Трупе совјетског маршала Фјодора Толбухина су 29. марта 1945. године су прешле аустријску границу код Клозтермаринберга у Бургенланду. На почетку Бечке офанзиве, 3. априла, аустријски политичар Карл Ренер, који је живио у Доњој Аустрији, успоравио је контакт са Совјетима. Јосиф Стаљин је већ успоставио аустријску владу од комуниста који су се налазили у изељеништву, али је Толбухинов телеграм промјенио Стаљиново мишљење у Ренерову корист.
Совјети су 20. априла, без тражења сагласности западних савезника, поставили Ренера на чело прелазне владе. Седам дана касније Ренерова влада је ступила на дужност, прогласила независност од Трећег рајха и позвала на стварање демократске државе дуж линија Прве републике. Совјетско прихватање Ренера није било изолован случај, његови службеници су поново упоставили окружну администрацију и именовали локалне званичнике, често према вољи локалног становништва, чак и прије него што су борбе завршене.
Ренера и његове министре су чували и нагледали тјелохранитељи НКВД. Једна трећина Ренеровог кабинета, укључујући кључна мјеста Државног секретара унутрашњих послова и Државног секретара образова, били су аустријски комунисти. Западни савезници су сумњали да је у току успостављање марионетске државе и нису признали Ренерову власт. Британци су били посебно непријатељски настројени; чак га и Хари Труман, који је вјеровао да је Ренер поуздан политичар а не симбол пријетњи Кремља, није признао.

## Рефернце
1. ↑  Eisterer 2009, стр. 190
2. ↑  Bordjugov 2005
3. 1 2 3 4 5  Bischof 2009, стр. 174
4. ↑  Eisterer 2009, стр. 196
5. ↑  Petrov 2009, стр. 259.